# ROH World Championship
ROH World Championship (em português, Campeonato Mundial da ROH) é um campeonato mundial de wrestling profissional criado e promovido pela Ring of Honor (ROH). É considerado o título de maior prestígio na promoção. O atual campeão é Bandido, que está em seu segundo reinado. O título é atualmente defendido nos programas de televisão da All Elite Wrestling (AEW sendo co-propriedade do proprietário da ROH, Tony Khan), bem como nos eventos pay-per-view da ROH.

## História
Low Ki derrotou Spanky, Christopher Daniels e Doug Williams em uma Iron Man de 60 minutos para se tornar o primeiro campeão mundial da ROH em 27 de julho de 2002.
Samoa Joe teve o reinado mais longo do título. Ele permaneceu  "ROH World Champion" por 21 meses e quatro dias. Durante seu reinado, a ROH realizou um evento promocional juntamente com a Frontier Wrestling Alliance no Reino Unido em 17 de maio de 2003 chamdo Fronteiras de Honra. Naquele show, Joe mudou o nome do título para ROH World Championship quando ele defendeu contra The Zebra Kid. Desde então o título vem sendo defendido na Alemanha, Canadá, Suiça, Áustria, México, Japão, Irlanda e Itália.
Em 12 de agosto de 2006, o ROH Pure Championship foi unificado com o ROH World Championship depois do ROH Pure Champion Nigel McGuinness perder para o ROH World Champion Bryan Danielson em Liverpool, Inglaterra em uma luta de unificação de títulos. A luta foi disputada com a regras de wrestling puro, com a condição de que ambos os títulos poderiam ser perdidos por desqualificação ou contagem fora do ringue.

## Torneio inaugural do campeonato (2002)
Em 22 de junho de 2002, a ROH realizou a primeira parte de um torneio para coroar o primeiro Campeão da ROH.[1] Dezesseis lutadores foram divididos em quatro blocos, com o vencedor de cada bloco competindo em uma luta Four-Way Iron Man em 27 de julho de 2002 para determinar o primeiro campeão.

## Reinados

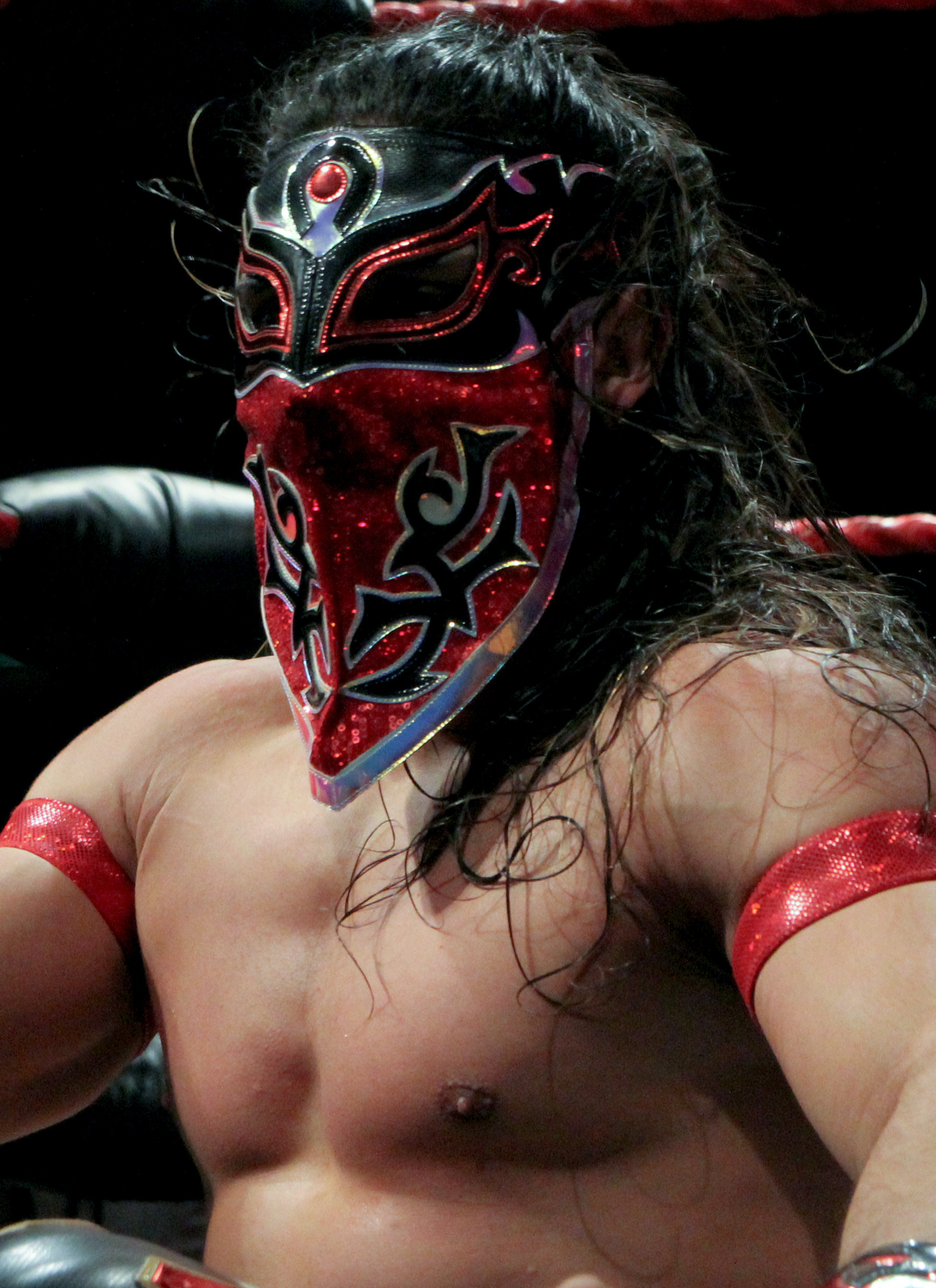
Duas vezes e atual campeão, Bandido.

O campeão inaugural foi Low Ki, que derrotou Christopher Daniels, Spanky, e Doug Williams numa 60-minute Iron Man match em 27 de julho de 2002. Samoa Joe tem o maior reinado seguido, de 22 de março de 2003 a 26 de dezembro de 2004, num total de 645 dias, dando ao título o status de título Mundial após defendê-lo no Reino Unido. Kyle O'Reilly tem o menor reinado com 33 dias. Adam Cole detém o recorde de mais reinados, com três, e também é o primeiro lutador á vencer o título em um evento que não era da ROH. No total, já houve 41 reinados de campeão do ROH e 33 campeões diferentes, com o título tendo ficado vago em duas ocasiões.
Bandido é o atual campeão em seu segundo reinado. Ele derrotou Chris Jericho no Dynasty em 6 de abril de 2025.